# Liste des métropoles du Maine
Cet article donne une Liste des métropoles du Maine aux États-Unis.
Une région (ou aire) métropolitaine aux États-Unis se définit par une approche fonctionnelle et non comme en Europe par une approche historique. Elle consiste en un noyau de comtés urbanisés auquel sont rattachés d'autres comtés contigus sur des critères basés sur le degré d'intégration économique et social (la région métropolitaine prend le nom de la ou des villes les plus importantes incluses dans ce noyau).
| Rang | Métropole                       | Population recensement 2010 | Aires concernées                                                  |
| ---- | ------------------------------- | --------------------------- | ----------------------------------------------------------------- |
| 1    | Aire métropolitaine de Portland | 514 098                     | dans le Maine : les comtés de Cumberland, de York et de Sagadahoc |
| 2    | Aire métropolitaine de Bangor   | 153 923                     | dans le Maine : le Comté de Penobscot                             |
| 3    | Lewiston-Auburn                 | 107 702                     | dans le Maine : le Comté d'Androscoggin                           |